# San Clemente (Tarlac)
San Clemente (Bayan ng San Clemente - Municipality of San Clemente), antaño conocido como Macarang,  es un municipio filipino de quinta categoría, situado en la parte central de la isla de Luzón. Forma parte del Primer Distrito Electoral de la provincia de Tarlac situada en la Región Administrativa de Luzón Central, también denominada Región III.

## Geografía
Municipio situado el noroeste de la provincia, limítrofe con las de Pangasinán y de Zambales. 
Su término linda al norte con Pangasinán, municipios de Bayambang y de Mangatarem; al sur con el de Mayantoc; al este con el de San Miguel de Camiling; y al este con Zambales, municipios de Candelaria y de Masinloc.

### Barangays
El municipio  de San Clemente se divide, a los efectos administrativos, en 12 barangayes o barrios, conforme a la siguiente relación:
| - Balloc - Bamban - Casipo | - Catagudingán - Daldalayap - Doclong 1º | - Doclong 2º - Maasin - Nagsabarán | - Pit-ao - Norte de la Población. - Sur de la Población. |  |

## Historia
El municipio fue creado el 14 de noviembre de 1876, siendo Gobernador de Filipinas José Malcampo y Monge.
Forman el nuevo municipio los barrios de Macarang de Camiling y Taguipán de Mangatarem.
El 10 de junio de 1879, siendo gobernador el marqués de Oroquieta Domingo Moriones y Murillo cambia su denominación por la actual de San Clemente.